# Moschea di Solimano
La moschea di Solimano il Magnifico (Süleymaniye camii), assai più nota semplicemente come Suleymaniye, è una moschea imperiale ottomana di Istanbul costruita tra il 1550 e il 1557.

## Collocazione
Questa moschea è situata sul terzo colle di Istanbul, nella parte occidentale della città, il terreno di questo colle declina rapidamente verso il Corno d'oro e perciò furono necessarie vaste fondazioni in pietra.

## Storia

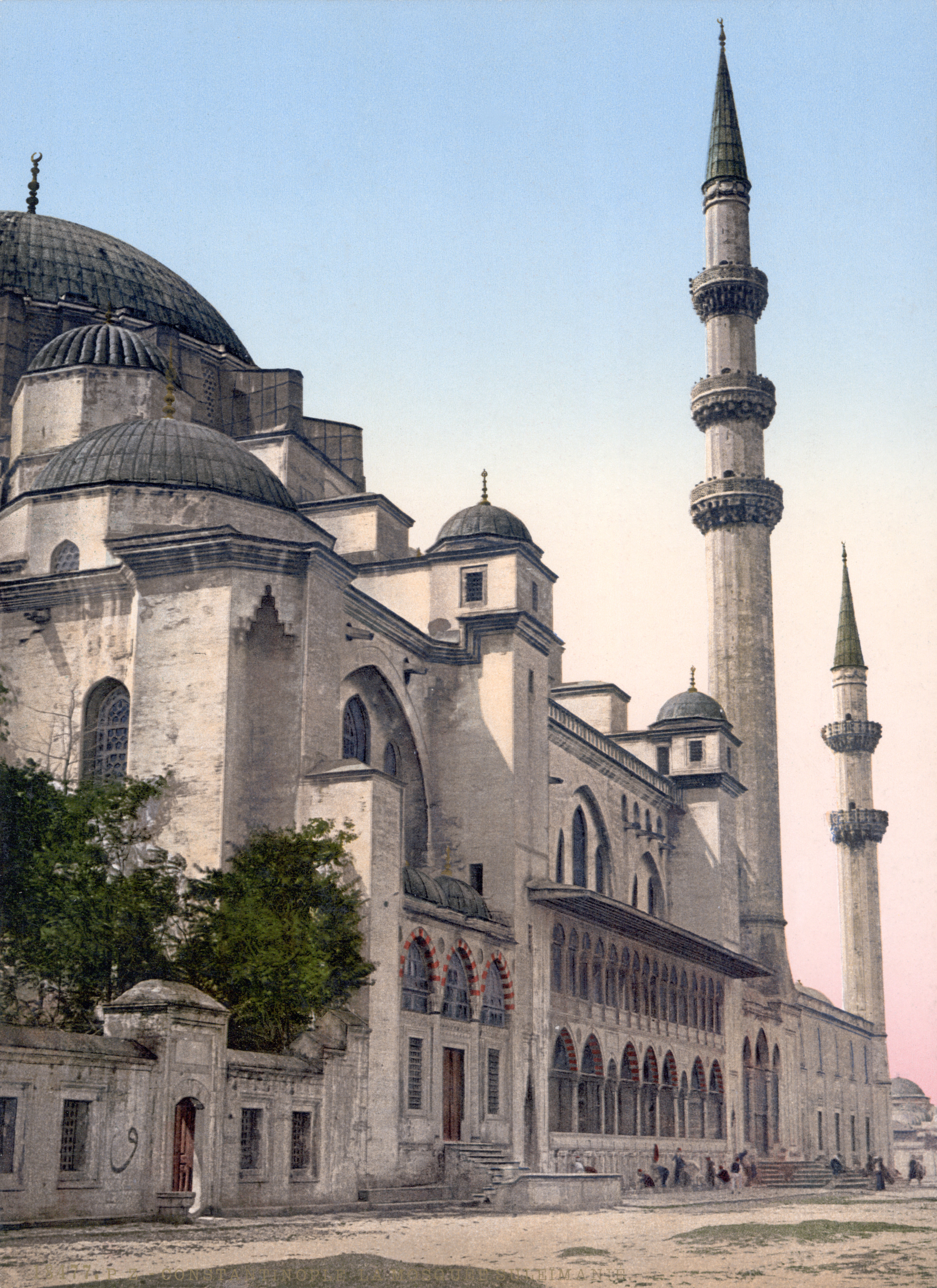
Moschea di Solimano 1890

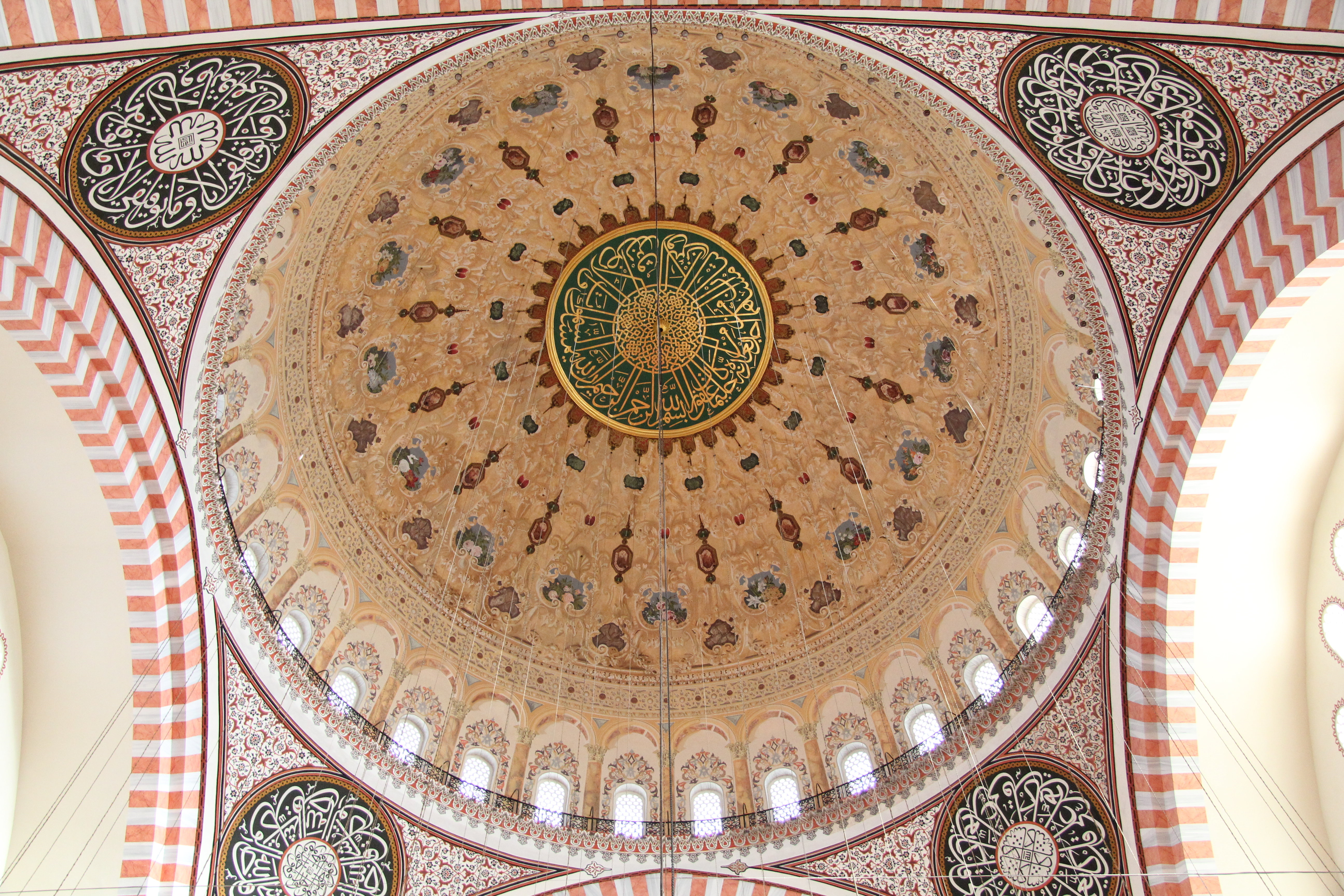
La cupola

Solimano il Magnifico (r. 1520-1566), uno dei più grandi e conosciuti sultani ottomani, commissionò l'edificazione della quarta moschea di Istanbul, per ordine di tempo, dopo quelle di Fatih, Bayezid e Selim (Selimiyye), a un famoso architetto imperiale di quel tempo: Mimar Sinan, il quale volle essere seppellito in questa moschea, probabilmente conscio del fatto che sarebbe stato ricordato dai posteri per quest'opera più che per la più piccola Selimiye Camii a Edirne, ritenuta da lui il suo più grande capolavoro.
I registri dell'epoca della costruzione mostrano che alla realizzazione della moschea parteciparono 3523 artigiani. Inoltre Goodwin ci rende noto che la maggior parte di questi artigiani era armena.
La moschea fu danneggiata da un incendio nel 1660 e fu restaurata dal sultano Mehmet IV. Parte della cupola crollò a causa del terremoto del 1766. Successivi interventi conservativi hanno alterato l'originale decorazione opera di Sinan (recenti sondaggi hanno dimostrato che in origine il colore dominante della cupola dovesse essere il blu, ma che poi l'architetto scelse il rosso).

Durante la I guerra mondiale il cortile fu utilizzato come deposito di armi e si ebbe un incendio causato dall'accensione di alcune munizioni. Solo nel '56 si ebbe una nuova campagna di restauro. Nel 2009 ha preso il via un consistente intervento conservativo ed è ancora in corso al momento (2015).

## Architettura

### Esterno

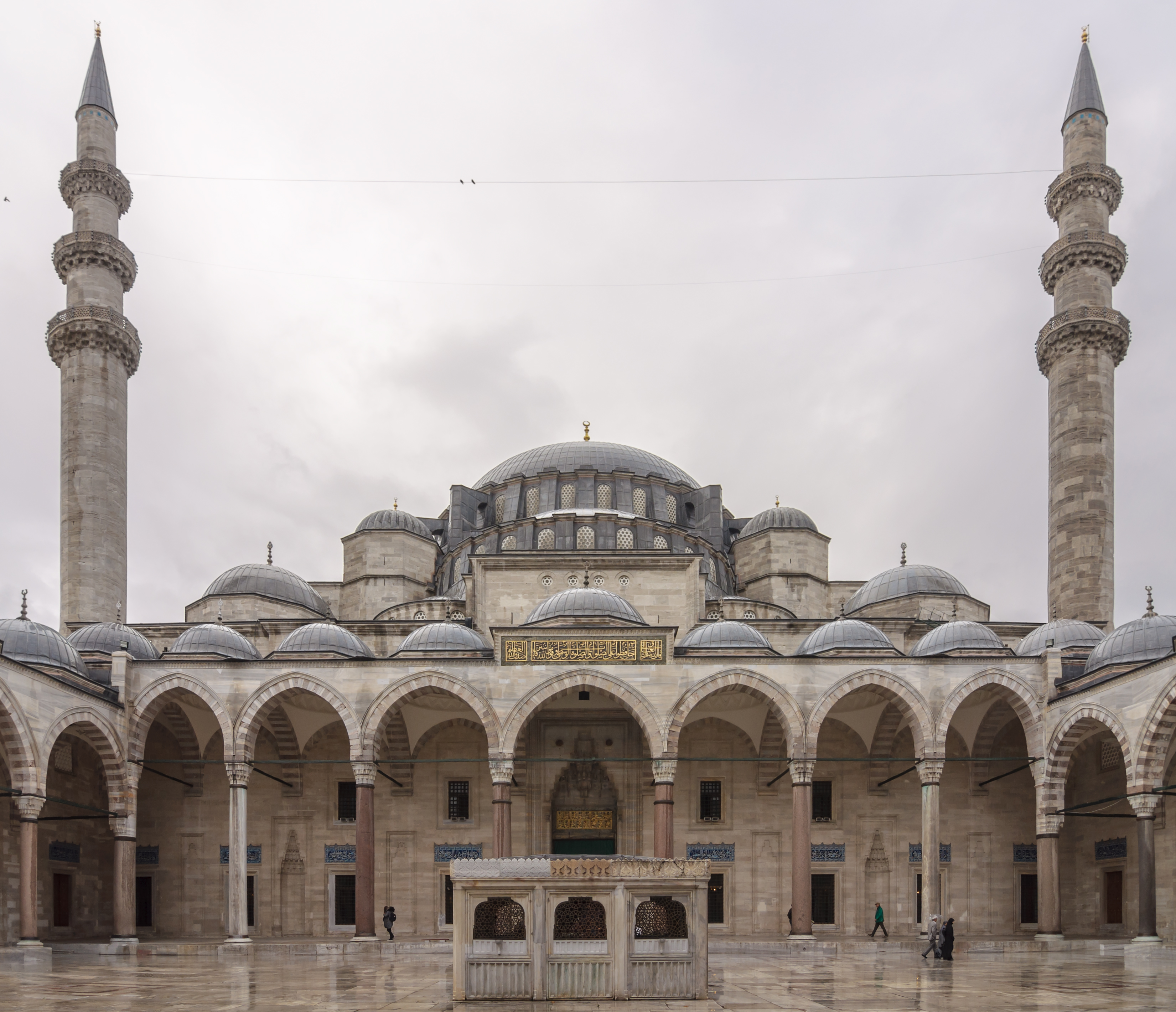
Il cortile della moschea di Solimano

Il cortile che precede l'edificio, inserito in una cornice di giardini curati, è circoscritto su tre lati da un muro con grate e al suo centro si trova una fontana per le abluzioni, sormontata da una cupola.

Il modello della pianta della moschea è ripreso dalla chiesa voluta dall'imperatore Giustiniano, convertita dagli Ottomani in moschea, di Santa Sofia (Aya Sofia). Questa decisione venne presa da Sinan per provare ad eguagliare la perfezione tecnica di Aya Sofia, adattandola poi alle esigenze di moschea. L'influenza di Aya Sofia è evidente anche nei timpani a est e a ovest.
L'unità centrale della moschea fu separata dalle madrase e da altre fondazioni di carità (Külliye) da un muro con finestre. Delle Külliye facevano parte anche servizi di pubblica utilità, come un ospedale (darüşşifa) e una mensa per i poveri (imaret) .

### Interno

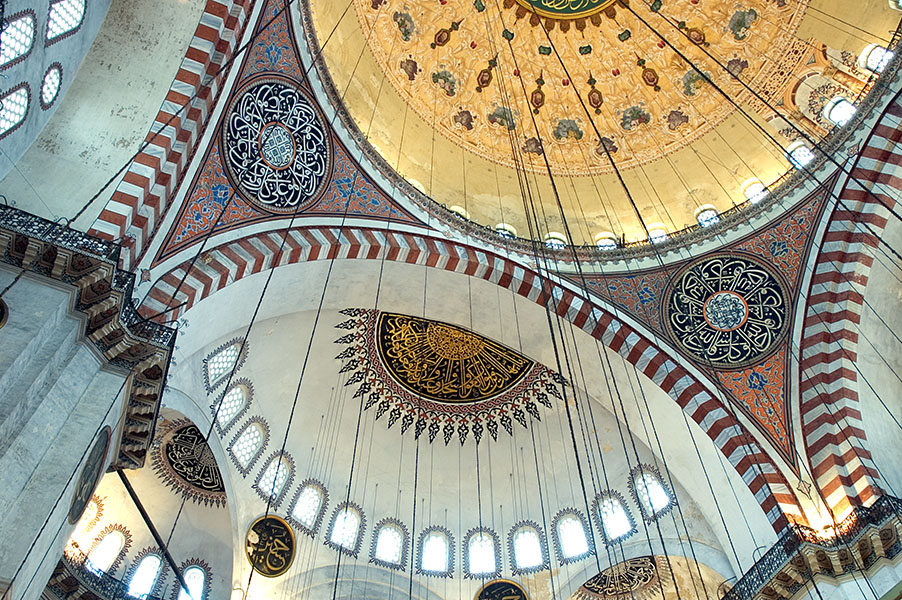
Le cupole dall'interno

L'interno della moschea è caratterizzato da grandezza e semplicità, le decorazioni sono contenute eccetto il miḥrāb, rivestito con maioliche di İznik (l'antica Nicea); le vetrate policrome e le quattro colonne di rimpiego. Di queste mastodontiche colonne, due sono state prelevate da due palazzi bizantini di Istanbul, una da Alessandria d'Egitto e l'ultima da Baalbek, città del Libano.

### Annessi
L'hamam della moschea, edificato nel 1557, è ancora in funzione.
Vicino al muro di cinta si trova il cimitero con i mausolei (türbe) di Solimano e della moglie Rosselana (Hürrem Sultan). Le tombe sono entrambe decorate con cupole maiolicate.
La cupola è ornata con motivi ottocenteschi.

## Bibliografia

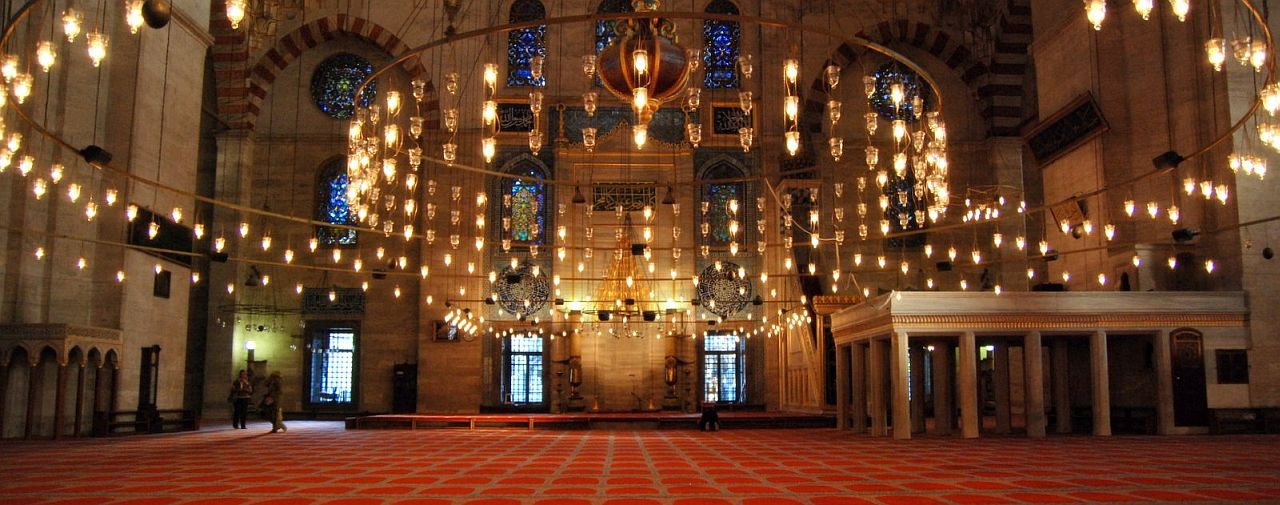
Interno della moschea di Solimano